# Walter Schenk
Walter Schenk (ur. 27 czerwca 1891 w Altena, zm. 13 stycznia 1968 w Hemer) – zbrodniarz hitlerowski, członek załogi obozu koncentracyjnego Ravensbrück i SS-Unterscharführer. 
Schenk pełnił funkcję kierownika krematorium w obozie Ravensbrück, w którym m.in. spopielano zwłoki więźniarek zamordowanych w komorach gazowych podobozu Uckermark (ok. 5 tysięcy ofiar). W piątym procesie załogi Ravensbrück przed brytyjskim Trybunałem Wojskowym w Hamburgu skazany na 20 lat pozbawienia wolności. Więzienie opuścił 3 sierpnia 1954.